# Méthacrylamide
Le méthacrylamide est un composé chimique de formule CH2=C(CH3)CONH2. Il se présente sous la forme d'un solide combustible incolore cristallisé, inodore et peu inflammable, très soluble dans l'eau, sensible à la lumière et susceptible de polymériser. Il se décompose au-dessus de 106 à 109 °C en libérant des oxydes d'azote. 
Il est obtenu par hydrolyse de la cyanhydrine d'acétone (CH3)2C(OH)C≡N par l'acide sulfurique H2SO4.
Le méthacrylamide est utilisé comme monomère pour produire des polymères (granulés acryliques, par exemple pour les peintures thermodurcissables et les dispersions auto-réticulables, ou encore des hydrogels) et pour produire du méthacrylate de méthyle CH2=C(CH3)COOCH3.